# June Draude
Pour les articles homonymes, voir Draude.
June Draude (née le 17 mars 1949) est une femme politique provinciale canadienne de la Saskatchewan. Elle représente la circonscription de Kelvington-Wadena à titre de députée d'abord du Parti libéral de la Saskatchewan et ensuite du Parti saskatchewanais de 1995 à 2016.

## Biographie
Draude est élue député du Parti libéral dans Kelvington-Wadena en 1995. Elle se rallie au caucus du nouveau Parti saskatchewanais en 1997 et sera réélue en 1999, 2003, 2007 et en 2011.
Nommé au cabinet de Brad Wall en novembre 2007 à titre de ministre des Relations avec les Premières Nations, les Métis et les Affaires du Nord. Elle est remaniée en mai 2009 au poste de Secrétaire provinciale et ministre Responsable de la Société de la Couronne, de la Saskatchewan Government Insurance (en), de l'Office de technologie et de l'information et de la Commission des services publics. En juin 2010, elle est mutée au poste de ministre des Services sociaux, ministre responsable du Statut de la femme et de la Commission des services publics.
Durant son quatrième mandats, Draude due rembourser 3 600$ pour avoir utilisé à des fins personnels un véhicule de fonction alors qu'elle était en mission commerciale au Royaume-Uni.